# Opération Freshman
Seconde Guerre mondiale
Batailles
Front d'Europe de l'Ouest
- Campagnes du Danemark et de Norvège
- Bataille de France
- Bataille de Belgique
- Bataille des Pays-Bas
- Bataille d'Angleterre
- Blitz
- Opération Myrmidon
- Opération Ambassador
- Raid de Dieppe
- Sabordage de la flotte française à Toulon
- Bataille aérienne de Berlin
- Bataille de Normandie
- Débarquement de Provence
- Libération de la France
- Campagne de la ligne Siegfried
- Bataille du Benelux
- Poche de Breskens
- Bataille des Vosges (Bruyères)
- Bataille des Ardennes
- Bataille de Saint-Vith
- Siège de Bastogne
- Opération Bodenplatte
- Opération Nordwind
- Campagne de Lorraine
- Bataille d'Alsace (Forêt de la Hardt, Poche de Colmar Jebsheim)
- Campagne d'Allemagne
- Raid de Granville
- Libération d'Arnhem
- Bataille de Groningue
- Insurrection géorgienne du Texel
- Bataille de Slivice
- Capitulation allemande

Front d’Europe de l’Est

Campagnes d'Afrique, du Moyen-Orient et de Méditerranée

Bataille de l’Atlantique

Guerre du Pacifique

Guerre sino-japonaise

Théâtre américain
L'opération Freshman (en anglais : « Operation Freshman ») était le nom de code donné à une opération aéroportée britannique, menée en novembre 1942 pendant la Seconde Guerre mondiale. Il s'agit de la première opération aéroportée britannique effectuée grâce à des planeurs, et sa cible était l'usine chimique Norsk Hydro de Vemork, dans le comté de Telemark, en Norvège, qui produisait de l'eau lourde pour l'Allemagne nazie.
En 1942, le programme de recherches nucléaires allemand était sur le point d'être capable de développer un réacteur nucléaire, mais il lui fallait, pour y parvenir, d'importantes quantités d'eau lourde. La source de cette eau lourde était l'usine Norsk Hydro, qui était occupée depuis 1940. Lorsque le gouvernement britannique eut connaissance des avancées des Allemands dans le domaine du nucléaire, il fut décidé qu'un raid serait lancé pour détruire l'usine et priver les Allemands de l'eau lourde nécessaire pour le développement d'une arme nucléaire. Plusieurs tactiques furent discutées puis écartées, car jugées inutilisables, et il fut finalement décidé qu'une petite force aéroportée, composée de sapeurs du Corps of Royal Engineers rattachés à la 1re division aéroportée, atterrirait en planeur à une courte distance de l'usine, la démolirait avec des explosifs, puis s'échapperait par la frontière vers la Suède.
Après une période d'entraînement intensif, la force aéroportée décolla à bord de deux ensembles avions–planeurs dans la nuit du 19 novembre 1942. Les deux groupes parvinrent à atteindre la côte norvégienne, mais aucun ne parvint à atteindre son objectif. Le premier groupe fut victime de difficultés de navigation et d'une météo désastreuse, ce qui mena à la rupture de la remorque liant les deux aéronefs et à un atterrissage forcé pour le premier planeur, son avion remorqueur rentrant ensuite à la base. Trois soldats furent tués dans le crash, les survivants étant capturés peu après. Le deuxième groupe fit face à un sort encore plus dramatique, le planeur et son avion remorqueur s'écrasant tous les deux sur une colline pour des raisons inconnues. L'équipage et quelques soldats furent tués sur le coup, et les survivants furent là-aussi faits prisonniers. Aucun ne survécut très longtemps, tous finissant exécutés à la suite de la publication d'un ordre d'Adolf Hitler, l'« Ordre Commando », qui stipulait que tous les commandos capturés devaient immédiatement être exécutés. À la fin de la guerre, le personnel de la Wehrmacht fut jugé et condamné à mort pour sa participation aux exécutions.

## Contexte
Le Gouvernement du Troisième Reich débuta le développement d'armes atomiques en avril 1939, lorsque deux scientifiques, Irène et Frédéric Joliot-Curie, déclarèrent dans une publication de la revue scientifique Nature que la fission nucléaire était possible et pouvait produire d'immenses quantités d'énergie. Les deux scientifiques affirmèrent également que le phénomène pouvait permettre de créer une arme incroyablement puissante. En septembre 1941, les scientifiques allemands assignés au programme avaient déterminé comment un réacteur nucléaire pouvait être développé. Cette conception nécessitait d'importantes quantités d'oxyde de deutérium, plus connu sous le nom d'« eau lourde », agissant comme modérateur de neutrons pour enfermer l'uranium qui serait utilisé pour fournir le matériau à une arme nucléaire. L'eau lourde était extrêmement rare et difficile à produire, et l'Allemagne n'en possédait qu'une petite quantité, qui avait été produite en laboratoire. La Norvège en possédait une grande réserve, qui était produite par l'usine chimique Norsk Hydro de Vemork, près du village de Rjukan, mais le Gouvernement norvégien refusait de vendre plus de trois gallons d'eau lourde par mois, devenant suspicieux à propos de la soudaine augmentation de la demande d'eau lourde de la part du Gouvernement allemand. Quand la Norvège fut envahie et occupée par les forces du Troisième Reich, en avril 1940, cette obstruction fut annulée ; L'usine de Vemork fut capturée puis commença à produire de l'eau lourde pour le programme d'armes atomiques allemand,. La production d'eau lourde fut initialement ralentie, en raison des effets des combats en Norvège et d'une sécheresse dans la zone, qui mena à un manque d'eau nécessaire à la production d'énergie hydroélectrique pour l'usine. Une fois que le temps s’éclaircit et que la neige commença à fondre, apportant suffisamment d'eau pour créer de l'énergie hydroélectrique, la production put continuer à un rythme plus soutenu.
Au milieu de l'année 1942, l'attention du Gouvernement britannique fut attirée par le fait que l'usine avait commencé à produire de grandes quantités d'eau lourde et qu'elle les stockait pour une utilisation ultérieure. La décision fut alors prise que l'usine et ses réserves d'eau lourde devraient être détruites, afin d'entraver le programme allemand. Plusieurs méthodes de destruction de l'usine furent envisagées. La première était un raid massif de bombardiers de la Royal Air Force, mais elle fut rejetée en raison des difficultés à localiser l'usine pendant un bombardement nocturne. Une attaque par des saboteurs norvégiens fut également envisagée, ainsi que la dépose de soldats par un hydravion PBY Catalina sur le lac Møsvatn (en), à 24 km de la cible. Cette dernière solution, en raison de la pente élevée des montagnes environnantes et l'incapacité des hydravions à atterrir sur la glace, fut rejetée. Il fut décidé qu'une dépose des troupes aéroportées par des planeurs aurait la plus grande chance de réussir. La zone autour de l'usine n'était pas du tout adaptée à un atterrissage, mais un site d'atterrissage possible existait près du barrage de Møsvatn, bien qu'il nécessitait des compétences particulièrement élevées de la part des pilotes de planeurs afin de se poser en sécurité.

## Préparatifs

### OpérationGrouse
En mars 1942, le Special Operations Executive (SOE, Commandement des opérations spéciales britannique) avait recruté Einar Skinnarland (en), un ingénieur norvégien qui travaillait au barrage de Møsvatn. Skinnarland avait réussi à atteindre l'Angleterre en bateau et fut parachuté sur Telemark après dix jours d'entraînement intensif. Disposant de plusieurs contacts sur Vemork, il était capable d'identifier approximativement la position des troupes allemandes et d'autres systèmes de défense. De plus, le SOE décida d'envoyer à l'avance un groupe d'agents norvégiens à Telemark, et commença à entraîner de manière intensive une équipe de quatre hommes pendant l'été. Le groupe, recevant le nom de code « Operation Grouse », était mené par Jens-Anton Poulsson (en) et incluait également Knut Haugland, Claus Helberg (en) et Arne Kjelstrup (en). Les Norvégiens, tous provenant de la zone de Telemark et faisant preuve d'exceptionnelles compétences en extérieur, subirent un entraînement en extérieur supplémentaire en Écosse, ainsi qu'un apprentissage des compétences nécessaires pour opérer en territoire occupé, incluant le sabotage, l'utilisation de radios et la « guerre irrégulière ».
L'« équipe Grouse » (en anglais : « Grouse team ») fut prête à être expédiée en octobre. Plusieurs vols furent effectués mais annulés en raison d'une météo défavorable, avant que l'équipe ne puisse finalement être déposée, le 18 octobre. L'équipe atterrit à Fjarifet, sur le plateau du Hardangervidda — une large aire sauvage délaissée par les Allemands — et passa les quinze jours suivants à marcher en direction de Møsvatn, où elle prit contact avec Torstein, le frère de Skinnarland. Une fois le contact établi avec Londres, le groupe commença à effectuer les préparatifs pour l'arrivée des commandos britanniques. Un site d'atterrissage convenable pour les planeurs fut choisi, à 4,8 km au sud-ouest du barrage de Møsvatn, et l'équipe effectua une reconnaissance de la zone pour aider les Combined Operations à décider du meilleur moyen d'attaquer l'usine.

### Défenses allemandes
La topologie du terrain autour du village et de l'usine signifiaient que l'attaque de l'usine et la destruction des stocks existants d'eau lourde seraient extrêmement difficiles. Les deux étaient situés dans une profonde vallée, qui était couverte de flancs fortement boisés se dressant presque à la verticale depuis une rivière étroite, et qui était surplombée par le Gaustatoppen, une montagne de 1 800 m d'altitude. L'usine elle-même avait été construite sur un large pan de roche, à plus de 300 m au-dessus du lit de la rivière. Einar Skinnerland avait observé les défenses allemandes pendant l'été et fait parvenir les informations au SOE, au Royaume-Uni. Plus tard, la reconnaissance effectuée par Torstein Skinnerland et le Grouse team fut également transmise à Londres dans les semaines précédent l'opération. Au début du mois d'octobre, le Generaloberst Nikolaus von Falkenhorst, Commandant en Chef des Forces allemandes en Norvège, avait visité l'usine. Sur place, il informa la garnison locale que l'usine était une cible potentielle pour les raids de commandos britanniques, mais qu'il ne disposait toutefois pas des moyens cruciaux pour augmenter la taille du personnel sur place. Bien qu'Einar Skinnarland ait observé une garnison de 100 hommes dans le village de Rjukan, 20 au barrage et environ 55 près de l'usine principale pendant l'été, en octobre ce nombre fut ramené à environ 12 hommes à l'usine, 12 au barrage et approximativement 40 dans le village de Rjukan. La plupart de ces hommes étaient des Autrichiens âgés ou infirmes, sous le commandement d'un capitaine lui aussi âgé, bien que des soldats allemands bien entraînés passaient périodiquement par Telemark. Skinnarland pensait également que des agents de la Gestapo étaient dans la zone.
Les Allemands avaient tendu trois aussières en fer en travers de la vallée pour prévenir les raids de bombardement à basse altitude, mais au sol, la plupart de leurs défenses avaient été positionnées pour prévenir un assaut provenant de la crête surplombant l'usine, direction qui semblait la plus probable à leur yeux pour une attaque ennemie. Des champs de mines et des booby traps protégeaient en majorité ce côté de l'usine, mais il y avait également des phares de recherche sur le toit et un nid de mitrailleuses près de l'entrée. Un seul pont traversait la gorge abrupte située devant l'usine, mais il n'était habituellement protégé que par deux gardes. À ce moment-là, il y avait environ 300 000 soldats allemands présents en Norvège, et des renforts pouvaient rapidement être dépêchés sur place en cas de problème, ce qui risquait de lourdement compliquer la tâche des commandos pour s'échapper vers la frontière suédoise, une fois leur forfait accompli.

### Planification

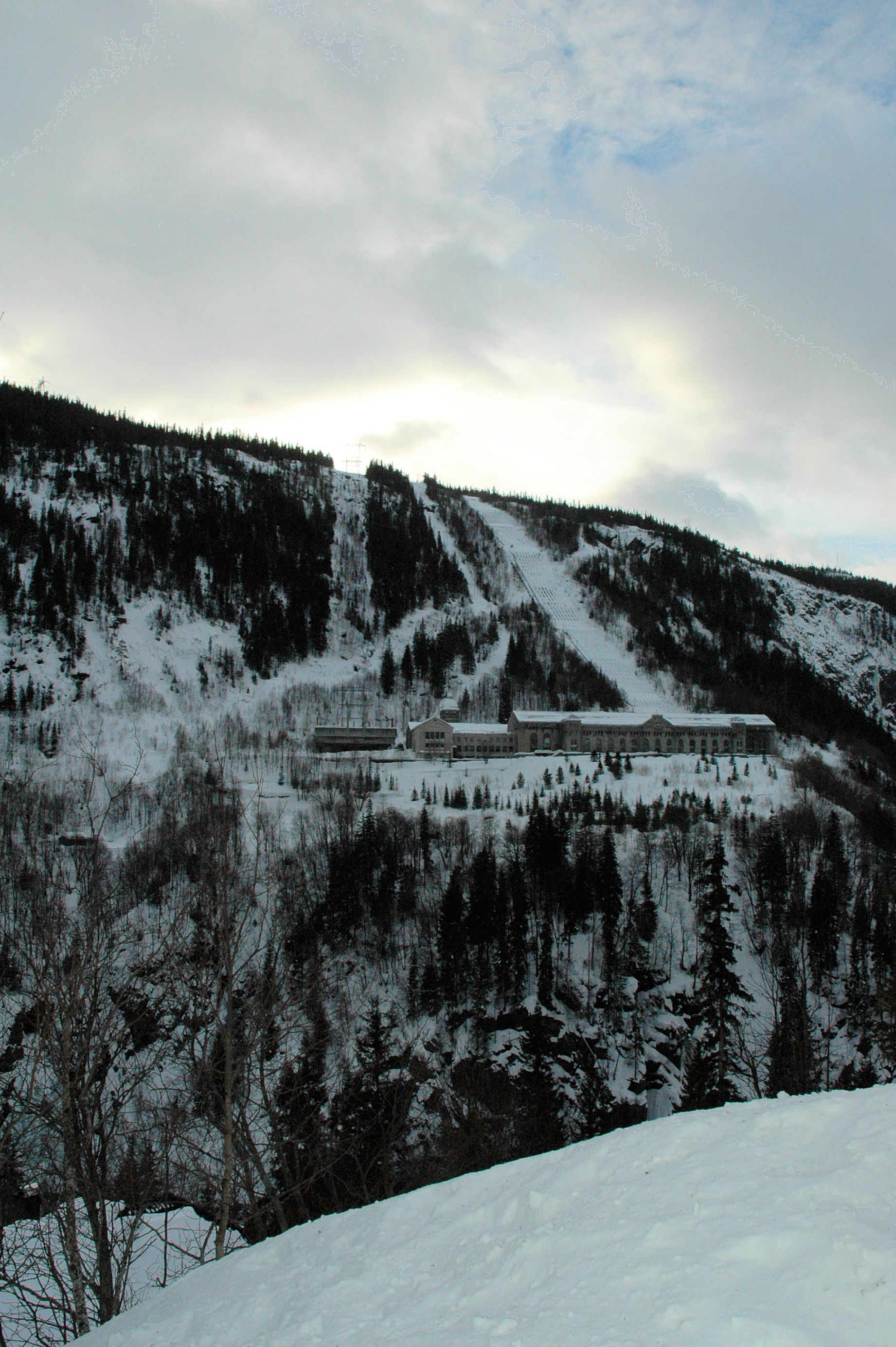
L'usine hydroélectrique de Vemork, en 2008.

Le personnel des quartiers généraux des Combined Operations, au War Office (en français : Bureau de la Guerre), reçut la tâche de préparer un plan pour l'assaut aéroporté de l'usine à l'aide de planeurs, comme ce fut le cas lors d'opérations commandos aéroportées précédentes , telles l'opération Biting. Cette opération fut la première opération aéroportée britannique à utiliser des planeurs, toutes les opérations précédentes n'ayant été menées qu'à l'aide de parachutistes uniquement. Le personnel décida que, bien que les planeurs seraient le moyen de transport le plus convenable pour l'opération, en raison des charges lourdes devant être transportées par les troupes aéroportées, et la possibilité que ces soldats puissent être largement dispersés s'ils étaient largués par parachutage, les troupes aéroportées seraient toujours formées pour une potentielle insertion en parachute, si la zone d'atterrissage établie pour les planeurs se montrait inutilisable.
En raison de la nature technique et compliquée de l'opération, qui verrait l'usine ceinturée d'explosifs puis détruite, il fut estimé qu'un minimum de douze à seize hommes seraient nécessaires, et qu'ils devraient être des ingénieurs compétents. La nature importante de l'opération mena également au doublement de ces chiffres, afin de créer deux groupes identiques. De cette manière, même si la moitié de la force était tuée, les survivants auraient toujours le niveau de compétences nécessaire pour mener à bien l'opération. Les soldats sélectionnés furent des parachutistes volontaires choisis parmi les sapeurs des 9e (en) et 261e compagnies terrestres (aéroportées) du Corps of Royal Engineers, rattachés à la 1re division aéroportée, parce-que la seule unité existante de Royal Engineers entraînés au saut en parachute à cette époque, le 1er escadron parachutiste de Royal Engineers, était déjà en cours de déploiement en Afrique du Nord avec la 1re brigade parachutiste (en). Les deux unités jumelles devant participer à l'opération étaient commandées par des officiers des Royal Engineers : le premier groupe par le Lieutenant A. C. Allen, le deuxième par le Second-Lieutenant M. D. Green, qui fut plus tard remplacé par le Lieutenant D. A. Methven lorsqu'il se blessa pendant un accident à l'entraînement, trois jours avant le début prévu de l'opération.
L'unité de la Royal Air Force sélectionnée pour transporter les sapeurs était la 38e escadre, qui était commandée par le Group Captain T. B. Cooper. Pour mener à bien l'opération, il reçut un lot spécial de trois bombardiers lourds Handley Page Halifax, ces avions étant alors les seuls appareils britanniques existants capables de remorquer des planeurs Horsa sur la distance nécessaire puis revenir à leur base. Les agents du SOE sélectionnèrent une zone d'atterrissage pour les sapeurs, qui était approximativement à 5 km de l'usine Norsk Hydro et ne pouvait pas être directement observée par les patrouilles allemandes. Le plan de l'opération indiquait aux sapeurs d'atterrir à bord de deux planeurs sur la zone d'atterrissage prévue, guidés dans cette manœuvre par des agents du SOE équipés d'antennes Eureka (en). Une fois leurs atterrissages effectués, les sapeurs seraient escortés vers l'usine par les agents du SOE, démoliraient l'usine en question et ses réserves d'eau lourde, puis traverseraient la frontière norvégienne pour arriver en Suède, alors un pays neutre,.
Les Combined Operations suggérèrent initialement que les hommes devraient combattre pendant leur déplacement jusqu'à la frontière suédoise, mais le MI9 pensait que leurs chances de survie seraient meilleures s'ils tentaient de se déguiser en Norvégiens et voyageaient par paires. Afin de faciliter leur fuite, les hommes reçurent des vêtements civils — à porter après l'opération —, apprirent des phrases simples en norvégien — en espérant qu'aucun Allemand rencontré sur le chemin ne parle le norvégien —, et des paquetages d'évasion contenant de l'argent et des cartes. Ils reçurent également l'ordre de raser leurs moustaches et de laisser pousser leurs cheveux, afin de se fondre plus facilement avec la population masculine norvégienne.

### Entraînement

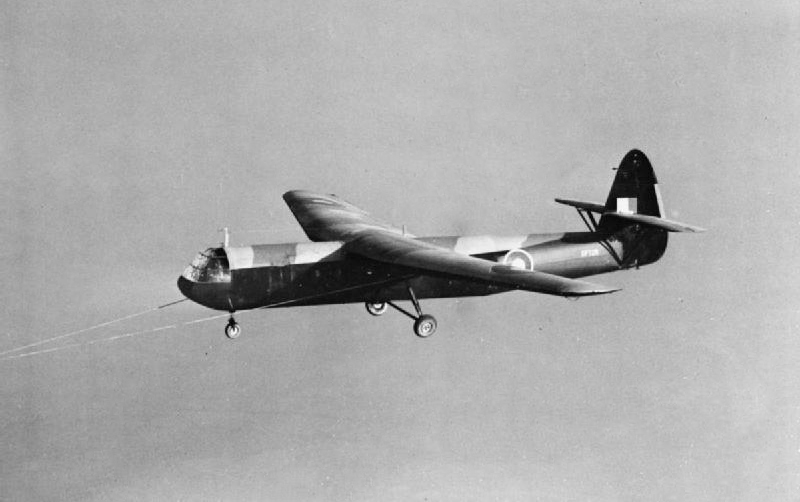
Un planeur d'assaut Horsa de la Royal Air Force (RAF).

L'entraînement commença au début du mois d'octobre, au pays de Galles, et fut conçu pour être extrêmement ardu, non seulement pour s'assurer que ceux qui prendraient part à l'opération seraient au top de leur forme physique et mentale, mais également pour éliminer tout homme ne pouvant pas faire face aux longues marches et au terrain difficile qui seraient rencontrés pendant l'opération. Quand cette partie de l'entraînement fut terminée, les sapeurs furent ensuite transférés vers la zone autour de Fort William, en Écosse, où ils furent familiarisés avec une usine hydroélectrique de conception similaire à celle de l'usine norvégienne, puis reçurent une formation sur la meilleure façon d'installer des explosifs dans l'usine Norsk Hydro pour lui infliger le maximum de dégâts.
L'entraînement prit également place à Port Sunlight, où les sapeurs apprirent à détruire des condenseurs de grande taille du même type que ceux qui seraient présents dans l'usine. Les sapeurs reçurent des briefings détaillés sur l'usine et la zone avoisinante, et furent entraînés sur des grands modèles et maquettes des bâtiments dont était composée l'usine, tous ces détails étant alors basés sur les informations que les agents du SOE — arrivés plus tôt dans le mois — avaient pu recueillir. Comme l'opération était considérée comme étant extrêmement importante, et ses résultats vitaux pour l'Effort de guerre allié, la sécurité entourant l'ensemble du projet fut particulièrement renforcée. Une histoire de couverture fut inventée pour les sapeurs à la fin de leur entraînement ; Une rumeur fut répandue qu'ils s'entraînaient pour une compétition contre une compagnie d'Engineers américains, au cours d'une « Washington Cup » fictive qui comprenait des épreuves de longues distances devant être réalisées en planeur ou en parachute, suivies par une tâche de démolition complexe et se terminant par une phase d'endurance très exigeante,. L'aérodrome de départ fut également rendu totalement hermétique aux civils et au personnel militaire non essentiel, et tous les appels téléphoniques et le courrier furent censurés.

## Exécution de l'opération

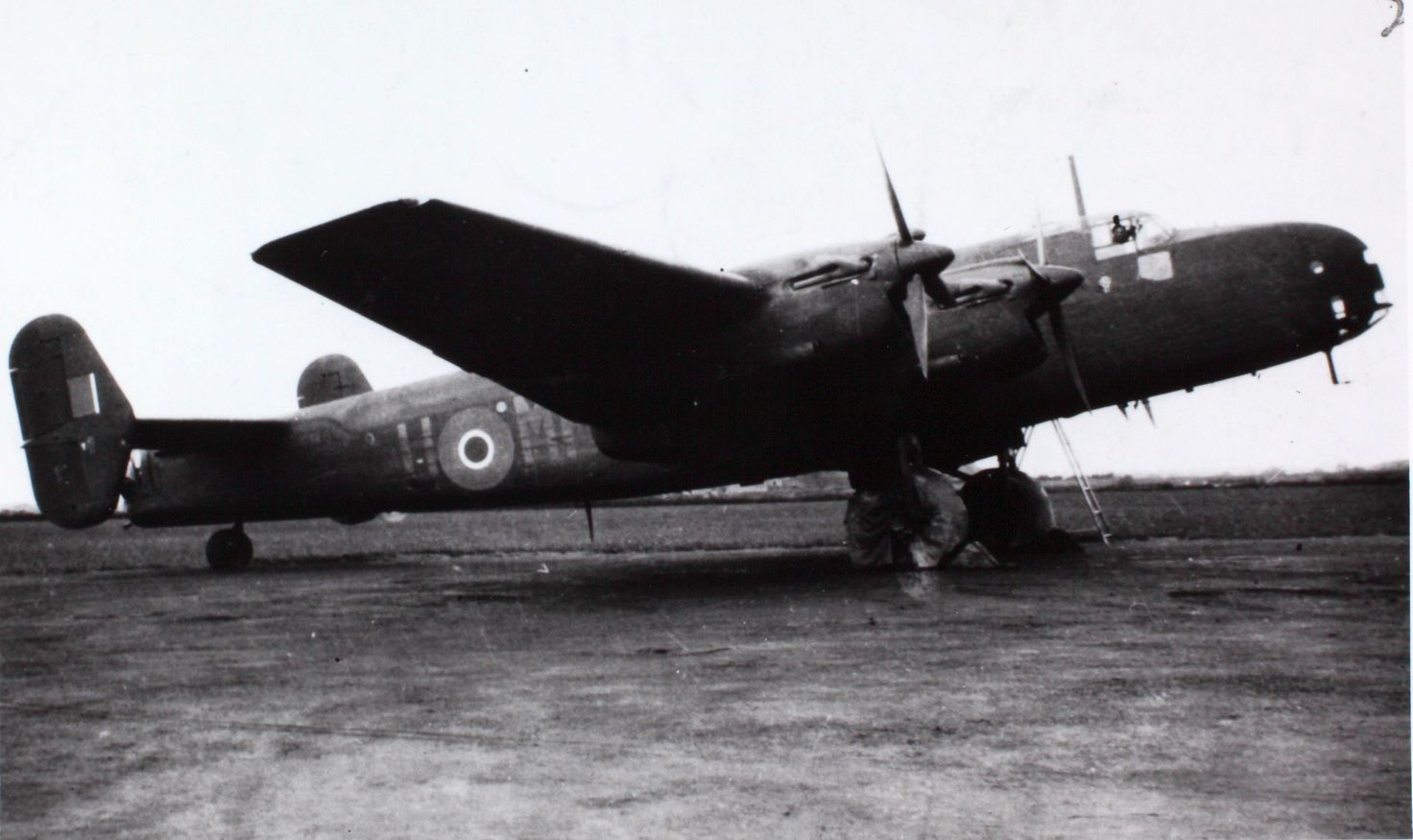
Un bombardier lourd Handley Page Halifax.

Après la fin de leur entraînement, le 17 novembre les sapeurs furent transportés vers un aérodrome de la RAF à Skitten, en Écosse, où l'opération devait commencer deux jours plus tard. Le soir du 19 novembre, le Group Captain Cooper, avec l'aide d'un météorologiste norvégien et des rapports réguliers provenant des agents du SOE stationnés près de la zone d'atterrissage, décida que bien que la météo de cette nuit ne fut pas parfaite, elle serait la meilleure qu'il puisse obtenir pour lancer l'opération. Cooper pensait que, si la mission était encore reportée, la météo pourrait encore se détériorer les jours suivants et faire complètement capoter les plans prévus, l'opération risquant d'être purement et simplement annulée,.
Le premier groupe avion remorqueur–planeur décolla de l'aérodrome à 17 h 50, suivi par le second à 18 h 10. Après avoir cerclé plusieurs fois au-dessus du terrain, les deux groupes prirent la direction de la Mer du Nord pour voler vers leur objectif.

### Le premier groupe
Le premier groupe — le premier « ensemble avion remorqueur–planeur » — traversa des conditions météo difficiles et parvint à atteindre la Norvège, puis mit le cap vers son objectif. Pendant le vol au-dessus de la Norvège, le récepteur Eureka (en), qui était supposé capter le signal transpondeur émis par les antennes Eureka utilisées par les agents du SOE norvégiens, rencontra un souci mécanique et ne parvint pas à accrocher le signal. Ce problème laissa l'équipage abandonné à son sort, avec comme seule aide des cartes géographiques pour trouver la zone d'atterrissage. Toutefois, la météo dégradée rendit cette recherche quasiment impossible.
Lors d'une seconde tentative de trouver la zone correcte, l'ensemble vola à travers d'épais nuages, approximativement à 64 kilomètres au nord-ouest de Rjukan, et de la glace commença à se former sur le planeur et sur le Halifax qui le tractait, ainsi que sur la remorque qui liait les deux appareils. À ce moment-là, l'ensemble commença à perdre de l'altitude, et la remorque cassa net, séparant le planeur et le laissant dériver seul dans l'obscurité. Avec un niveau de carburant commençant à fortement baisser, l'avion remorqueur fut contraint de prendre la direction du retour, après avoir signalé à Skitten qu'il avait largué le planeur à 23 h 55. Il parvint tout-juste à revenir se poser en Grande-Bretagne. Peu après avoir « relâché » le planeur, l'avion diffusa un second message, « glider in sea » (en français : « planeur en mer/à l'eau »), indiquant la pensée de l'équipage que le planeur s'était crashé. Il fut demandé à la Royal Navy de commencer une mission de recherche et sauvetage (mission SAR, pour « Search And Rescue »), mais la force navale britannique n'avait pas de navire dans la zone. Une recherche aérienne fut menée à la place, mais elle ne permit pas de retrouver le planeur.
Le planeur effectua un atterrissage forcé dans une zone appelée Fyljesdal, surplombant Lysefjord. Sur les dix-sept personnes à bord, trois furent tuées sur le coup,.
Thorvald Fylgjedalen, un fermier local, découvrit quelques-uns des soldats blessés du planeur, mais il ne comprenait pas un mot d'anglais et fut dans l'incapacité à communiquer avec eux. Néanmoins, Fylgjedalen et son voisin Jonas Haaheller décidèrent qu'ils porteraient assistance aux soldats blessés et ne contactèrent pas les autorités allemandes. Après avoir pris contact avec plusieurs des habitants, les soldats demandèrent leur assistance pour s'échapper vers la Suède, mais Haaheller et les autres les convainquirent que ce serait impossible, car cela impliquerait de traverser l'intégralité de la Norvège. De ce fait, les Norvégiens protégèrent et donnèrent une attention médicale aux soldats blessés, mais ne leur permirent pas de partir. Les Norvégiens brûlèrent également toutes les cartes et tous les documents présents sur le site du crash avant que les Allemands n'arrivent, et parvinrent à garder l'opération totalement secrète pendant presque vingt-quatre heures.
Les soldats allemands, incluant des troupes de la Waffen SS et de la Wehrmacht, arrivèrent l'après-midi suivant sur deux bateaux provenant d'un camp voisin. Ils firent prisonniers les soldats britanniques et repartirent avec eux sur les bateaux. Malgré les blessures graves dont souffraient certains des soldats, ils furent quand-même forcés de marcher de leurs seules forces et de monter à bord des bateaux non couverts par des températures glaciales. Les soldats morts furent enterrés dans une tombe peu profonde.

### Le deuxième groupe
1. Le planeur du premier groupe tomba à Fyljesdal ;
2. Le planeur et l'avion remorqueur du deuxième groupe s'écrasèrent près de Helleland.

Le deuxième groupe parvint à atteindre la côte de la Norvège, mais connut un sort encore pire que celui du premier groupe. À la suite d'un changement brutal de météo, l'avion remorqueur — le second Halifax —, piloté par le Lieutenant Roland Parkinson de la Royal Canadian Air Force (RCAF), largua le planeur à une altitude élevée puis s'écrasa sur une montagne à Hestadfjell, par fort vent et sous une pluie et une grêle battantes. Tout l'équipage fut tué sur le coup. Des travailleurs dans la zone entendirent l'avion leur passer au-dessus de la tête juste avant son crash et alertèrent les autorités allemandes, qui arrivèrent sur place rapidement. Ne trouvant aucun survivant, les Allemands jetèrent les corps des membres d'équipage dans un marais proche, puis quittèrent les lieux.
Largué juste avant que son avion remorqueur s'écrase, le second planeur tomba en spirale totalement hors de contrôle puis effectua un atterrissage forcé dans les montagnes entre Helleland (en) et Bjerkreim,. Sept des hommes furent tués sur le coup, le reste étant blessés à des niveaux divers. Les survivants étaient réticents à abandonner les blessés les plus graves, et deux des soldats britanniques quittèrent le site du crash pour chercher de l'aide. Après avoir cherché un certain temps, ils arrivèrent dans le hameau de Helleland, à environ 3,2 kilomètres de là où ils s'étaient écrasés, et prirent contact avec un des habitants, Trond Hovland. Les soldats lui expliquèrent la situation de leurs camarades blessés, et demandèrent s'il pouvait les aider à trouver un docteur. Hovland accepta de les aider, mais les informa que le docteur le plus proche vivait à quinze kilomètres de là, dans la ville d'Egersund. Afin de le contacter, Hovland devrait utiliser le téléphone, alors contrôlé par les autorités allemandes, ce qui les avertirait de la présence de soldats ennemis dans le secteur. Pensant qu'il n'y avait aucune alternative, les soldats acceptèrent de contacter les Allemands, espérant par la suite être traités comme des prisonniers de guerre. Un groupe du Service travailliste norvégien arriva sur le site du crash peu après et aida à soigner les soldats blessés, qui brûlèrent tout leur matériel et leurs documents sensibles. Un groupe allemand arriva environ vingt minutes plus tard et les Britanniques se rendirent sans opposer de force. Après leur arrestation, les prisonniers furent emmenés au camp allemand de Slettebø, près d'Egersund, puis fusillés,.

## Conséquences
Les Alliés furent inconscients du sort de l'opération jusqu'à ce qu'il interceptent un communiqué allemand affirmant que deux planeurs et un avion avaient été contraints de se poser, et que leurs équipages avaient été engagés puis neutralisés. Le 11 décembre, ils reçurent un message de la part d'un agent du SOE expliquant que les occupants du deuxième planeur avaient tous été exécutés. Un grand nombre des détails concernant le sort des deux équipages ne furent découverts qu'après la fin de la guerre,.
Aucun des soldats des équipages ayant survécu aux crashes ne resta en vie très longtemps. Sur les soldats du premier planeur, trois des quatre hommes blessés furent torturés par la Gestapo, puis plus tard tués par un docteur qui injecta de l'air dans leurs vaisseaux sanguins. Le quatrième blessé fut exécuté d'une balle dans l'arrière de la tête le jour suivant. Les quatre corps furent ensuite jetés à la mer. Les cinq soldats non blessés furent retenus au camp de concentration de Grini jusqu'au 18 janvier 1943, lorsqu'ils furent emmenés dans les bois voisins, les yeux bandés, puis exécutés par la Gestapo,,. La Wehrmacht et la Gestapo ne furent pas d’accord sur le sort réservé aux prisonniers du deuxième planeur. La Wehrmacht estimait qu'ils devaient être traités en accord avec les conventions de Genève mais, finalement, les survivants furent interrogés dans les baraquements allemands de Bekkebø et exécutés dans les heures suivant leur capture. Ils furent emmenés dans les bois voisins et fusillés un par un, chacun étant forcé à entendre l'homme avant lui se faire exécuter. Leurs corps furent dépouillés et jetés dans une tombe dépourvue de marquage. Toutes les exécutions furent menées en accord avec le « Kommandobefehl », l'« Ordre Commando » publié par Adolf Hitler en octobre 1942, qui stipulait que tous les soldats de type « commandos » devaient être exécutés immédiatement après leur capture,. La population locale norvégienne fut incapable d'empêcher l'exécution des prisonniers, mais elle prit soin des tombes des morts jusqu'à la fin du conflit.

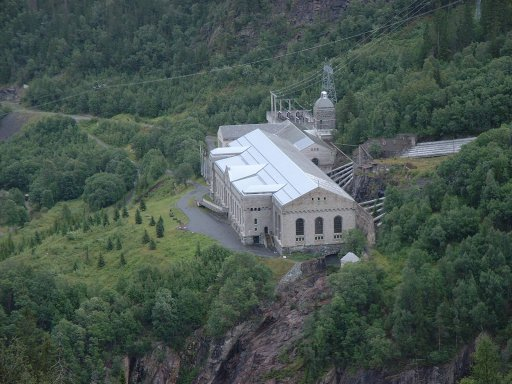
L'usine hydroélectrique de Vemork, de nos jours. La production d'eau lourde prenait place dans l'usine de production d'hydrogène, désormais démolie, précédemment située en face du bâtiment (sur la gauche sur la photo).

Bien que les soldats alliés pensèrent que les équipages avaient brûlé toutes leurs cartes, une de celles du second planeur fut oubliée. Quand les Allemands la trouvèrent, ils furent en mesure d'identifier l'usine hydroélectrique de Vemork comme étant la cible de l'attaque, et augmentèrent leur défense en conséquence autour du site. Des représailles allemandes démarrèrent instantanément et 200 agents armés de la Gestapo débarquèrent dans le village de Rjukan, où ils arrêtèrent 21 Norvégiens pour les interroger, mais les membres de l'opération Grouse avaient déjà filé vers les terres sauvages d'Hardangervidda. Ils contribuèrent plus tard au succès de l'opération Gunnerside, en février 1943, lorsqu'une petite équipe d'agents norvégiens du SOE fut parachutée dans la zone et détruisit la majeure partie de l'usine de production d'eau lourde de Vemork. L'usine parvint finalement à relancer sa production, mais des bombardements suivants permirent de s'assurer qu'elle ne produirait que de petites quantités d'eau lourde pour le programme d'armement nucléaire allemand.
Bien que l'opération ait été un échec, elle démontra la portée, la flexibilité et les possibilités des forces aéroportées et des opérations à l'aide de planeurs, et mit également en évidence les échecs, qui furent rectifiés pour les opérations futures. Les rectifications incluaient le développement d'une nouvelle version du système de guidage Rebecca-Eureka, le Mk.II, qui fut prêt en 1943 et se montra très réussi lorsqu'il fut utilisé dans les opérations aéroportées suivantes ; Pendant les opérations Market Garden et Varsity, les avions qui utilisèrent ce système rapportèrent un taux de réussite de 95 %.
Lorsque la 1re division aéroportée britannique arriva en Norvège, en mai 1945, elle fut informée du sort des prisonniers et coopéra avec le Gouvernement norvégien pour que les hommes soient enterrés avec tous les honneurs militaires. Les cinq hommes du premier planeur furent ré-enterrés sur le terrain des Commonwealth War Graves à Vestre gravlund (en), près d'Oslo. Les occupants du second planeur furent ré-enterrés à l'église d'Eiganes, à Stavanger, et l'équipage du Halifax fut ré-enterré à Helleland.
Le chef de la Gestapo à Oslo, qui avait signé l'ordre d'exécution des prisonniers, se suicida plusieurs jours avant l'arrivée de la 1re division aéroportée en mai 1945, mais plusieurs membres de la Wehrmacht impliqués dans la décision d'exécuter les prisonniers furent soumis à un procès et jugés coupables. Un fut fusillé et l'autre pendu, alors qu'un sous-officier supérieur, qui avait exécuté un prisonnier d'une balle derrière la tête, fut extradé vers l'Union soviétique pour des abus présumés commis sur des prisonniers soviétiques,. Le commandant des Forces allemandes en Norvège, le Generaloberst Nikolaus von Falkenhorst, fut également jugé coupable des morts de deux des hommes de l'opération Freshman pendant son procès pour crimes de guerre.

## Dans la culture populaire
La série télévisée norvégienne The Heavy Water War : les soldats de l'ombre (2015) retrace les efforts de l'armée britannique et des résistants norvégiens pour détruire l'usine, ainsi que les efforts de l'armée allemande pour la protéger.